# Vipava község
Vipava község (szlovén nyelven: Občina Vipava) Szlovénia 212 alapfokú közigazgatási egységének, azaz községének egyike a Goriška statisztikai régióban. A község székhelye Vipava város.
A község a történelmi Belső-Krajna régió része volt, de ma már általában a szlovéniai tengermellék részének tekintik. Jelenlegi formájában 1994. október 3-án alakult meg, amikor a korábbi nagyobb Ajdovščina községet Ajdovščina és Vipava községekre osztották.

## A község települései
A községhez Vipava székhelyen kívül a következő települések tartoznak:
- Erzelj
- Goče
- Gradišče pri Vipavi
- Lozice
- Lože
- Manče
- Podnanos
- Podraga
- Slap
- Vrhpolje.

## Népesség
| Lakosok száma | 5381 | 5359 | 5520 | 5577 | 5569 | 5623 | 5600 | 5618 | 5634 | 5763 |
|               | 2008 | 2009 | 2011 | 2012 | 2013 | 2015 | 2016 | 2017 | 2019 | 2020 |